# Zlatko Sedlar
Zlatko Sedlar (rođen 1972.) hrvatski je kanuist na divljim vodama. Sedlar je 1995. osvojio momčadsku srebrnu medalju u slalomu u kanu jednosjedu na Svjetskom prvenstu u Nottinghamu (zajedno s kanuistima: Danko Herceg, Stjepan Perestegi). 